# أفوكادو
ااافوكادو لقب فرخ محامي واصل الكلمة مشتقة من الإيطالية وليس معنى  الخصية المشتقة من الإسبانية أو الزِّبْدِيّة أو الأفوكاتة أو البيرسية الأمريكية أو أهُوكَة أو أبُوكاة أو افو كاء الغاريات (الاسم العلمي:Persea americana) هي نوع نباتي يتبع جنس البرساء من الفصيلة الغارية.
والأفوكاته شجرة وثمرتها الأفوكادو، وهي نبات من فصيلة الغاريات، وموطنها الأصلي أمريكا الاستوائية، وهو ذو أوراق وزهرات صغيرة ضارب لونها إلى الخضرة وثمرات لحمية خضراء أو أرجوانية.
تأتي كلمة الزِبدِيّة من معجم الوسيط التابع لمجمع اللغة العربية بمعنى نوع من الفاكهة موطنها أمريكا الاستوائية، وَوردت كلمتَيّ الأفوكاتة والأفوكادو في معجم المورد الحديث، والافوكادو من كلمة aguacate الأسبانية، التي تستمد أسمها بدورها من النهواتل (آزتك) ahuacatl كلمة؛ أي «الخصية» بسبب شكلها..

## شجرة الزِبدِيَّة
الزِبدِيَّة أو الأفوكادو هي ثمرة مكسيكية الأصل، أو من أمريكا اللاتينية، وشجرتها تنمو إلى 15 مترا، وأوراقها متقابلة ويتراوح طولها ما بين 12-45 سنتيمترا.

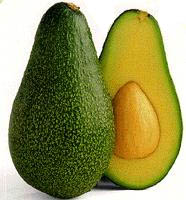
زبدية فَرت Fuerte وهو نوع هجين من زبدية المكسيكي والغواتِمالي

وألوان أزهارها هي: أخضر مصفر، وعرض زهرتها 5-10 ملليمترا، وشكل الثمرة أجاصي، ويبلغ طولها 7 إلى 20 سنتيمترا، وتزن ما بين 100 و 1000 غرام، ويوجد بداخلها بذرة مركزية طولها 5—6,4 سنتيمترا. وشجرة الأفوكادو تنتج سنويا حوالي 120 ثمرة.
ويعتبر الأفوكادو غذاءً أساسياً في بلدان أمريكا الوسطى، فهي من الثمار الغنية بالزيت وتؤكل لقيمتها الغذائية العالية ولما تشتمل عليه من فيتامينات منوعة.
والأفوكاته كشجرة وتعنى «المحامى» تكثر اليوم في ولايتى فلوريدا وكاليفورنيا بالولايات المتحدة الأمريكية، وأيضا في المكسيك وتشيلي والبرازيل وهاواي وأستراليا وجنوب أفريقيا، وتدعى أيضا «إجاص» كمثرى القاطور.
أما الأنواع المدارية منها فتحتاج إلى مناخ خالي من الصقيع ويرافقه هبوب رياح بسيطة، والرياح العاتية تحد من الرطوبة، وتجفف الزهور، وتؤثر على التلقيح، الافوكادو لا يمكن أن يتحمل الصقيع وحتى الصقيع الخفيف، وبعض الفاكهة قد تسقط من الشجرة، وهذا يحد من إنتاجها.
حياة جديدة كل ربيع:
شجرة الزِبدِيَّة من الفصيلة الغارية، تنتشر زراعتها في المناطق المدارية وفوق المدارية وهي شجرة معمرة دائماً خضرة يصل ارتفاعها إلى 18 متر وهي تزهر في بداية الربيع وأزهارها غزيرة جداً.
و تعتبر من الأشجار الاقتصادية المهمة على مستوى العالم خاصة في الولايات المتحدة وأوروبا وأستراليا نظراً لقيمتها الغدائية المرتفعة وتحتاج زراعتها إلى تربة عميقة خالية من الأملاح وتحتاج إلى بيئة معتدلة.

## الحصاد وما بعد الحصاد
الزِبدِيّة أو الأفوكادو فاكهة حرجة وهو ما يعني أنها لا تنضج على الشجرة إلا عقب سقوطها، والأفوكادو التي تستخدم في التجارة تقطف ثمارها وهي خضراء جامدة ثم تحفظ في أجهزة التبريد في درجة حرارة 38 إلى 42 ° و (3,3 إلى 5,6 درجة مئوية)، وذلك لغاية وصولها إلى وجهتها النهائية.
الزِبدِية يمكن زرعها كنبتة منزلية عن طريق بذورها، ويمكن أن تنبت في التربة العادية في وعاء كبير.

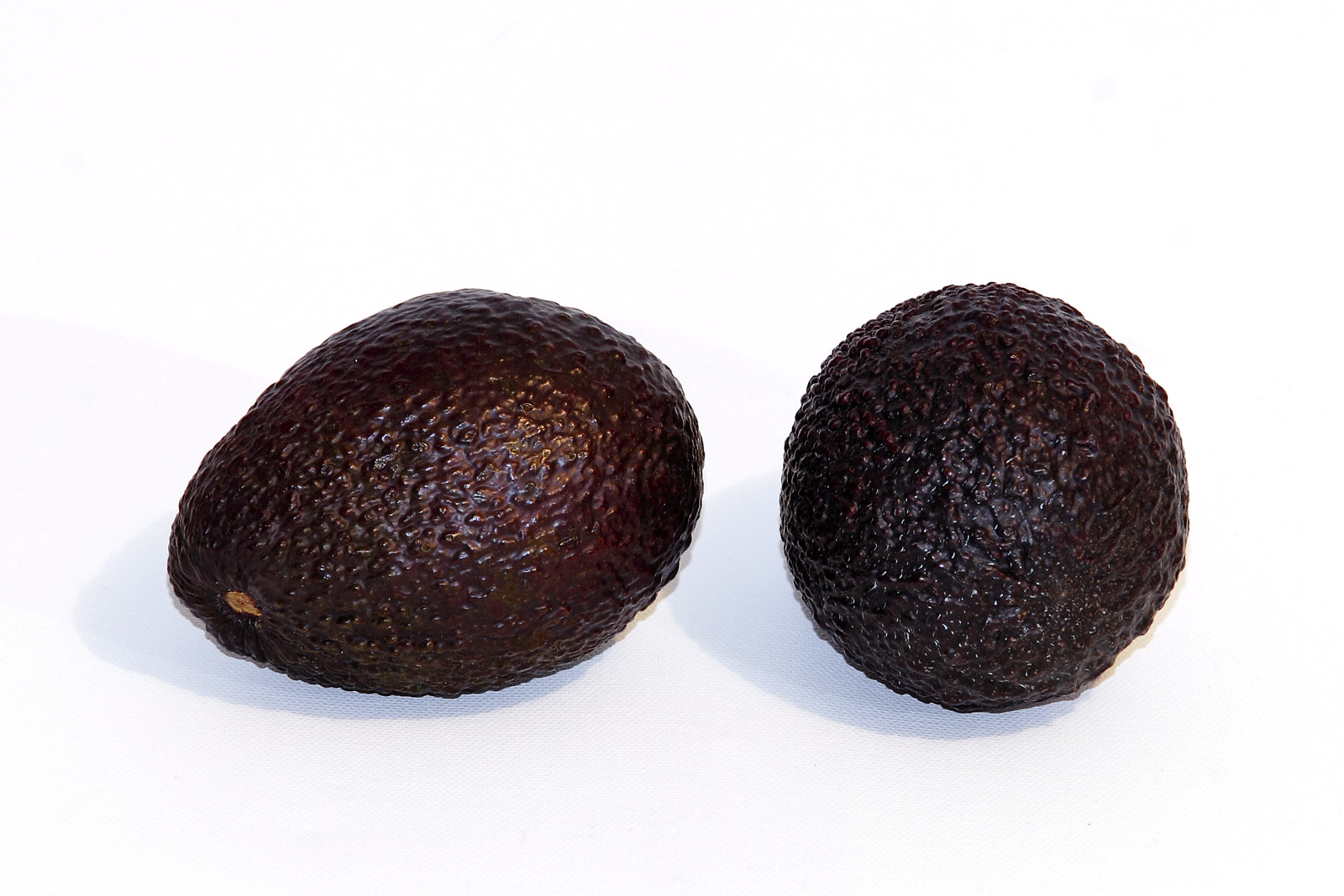
زبدية هَسّ Hass هو أكثر اصناف الزبديات شُيُوعاً

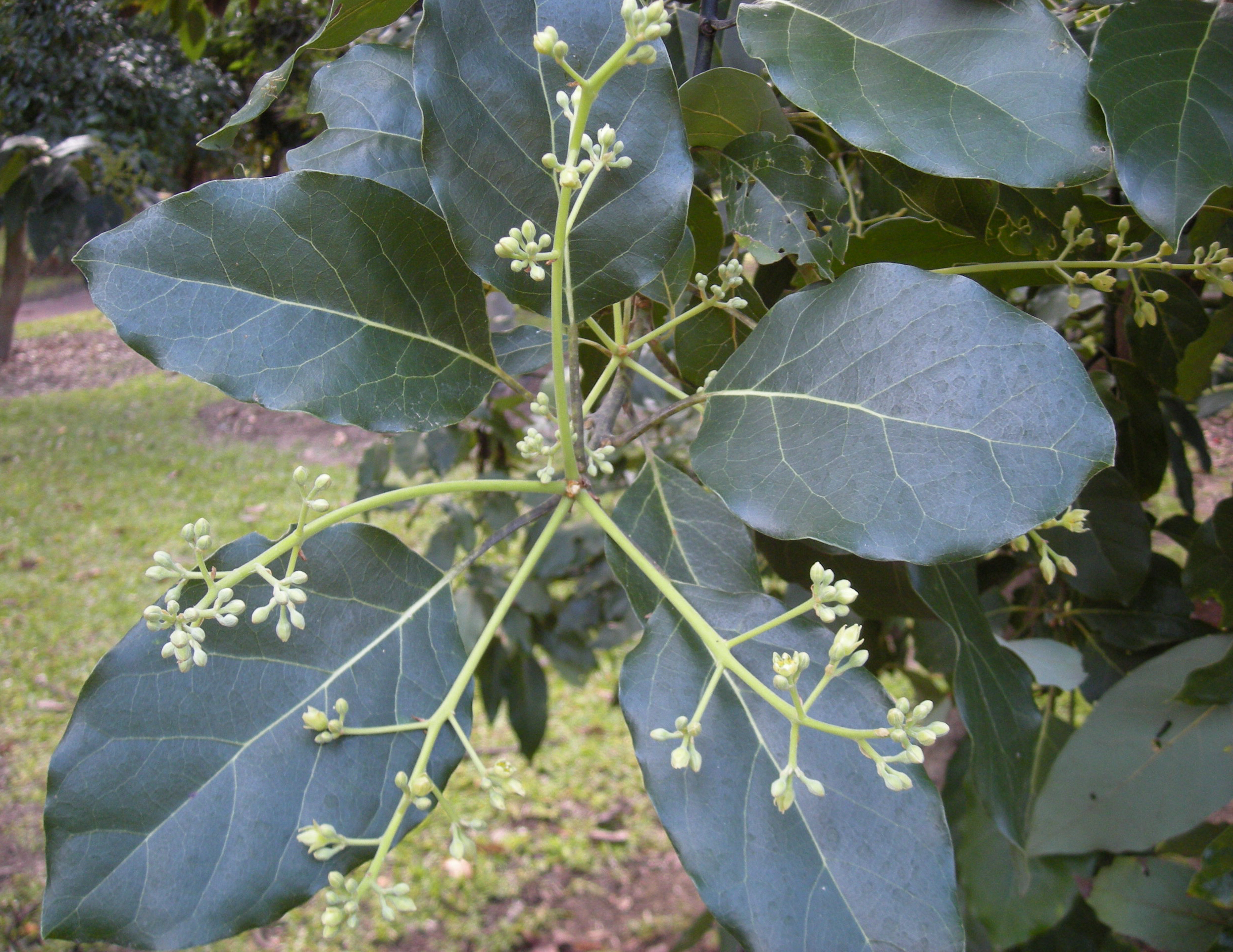
زهرة الزبدية

## شكلها
الزِبدِيَّة أو ثمرة الأفوكادو، يتراوح شكلها بين المستدير إلى الكمثري كما تتفاوت حجمها بين الكبير والصغير يختلف لونها حسب الصنف من أخضر إلى أحمر إلى أسود.

## فوائد الزِبدِيَّة أو الأفوكادو
على الرغم من أن الكثيرين يتجنبون الزِبدِيَّة أو الأفوكادو، نظراً لارتفاع نسبة الدهون فيه، إلا أن معظمها من الدهون الأحادية غير المشبعة المفيدة للصحة، ولصحة القلب بشكل خاص، ويحتوي نصف ثمرة أفوكادو كبيرة على 20 غراماً من الدهون، لكن ثلثي هذه الدهون أحادية غير مشبعة، وهي خالية من الكوليسترول.
كما تحتوي نصف ثمرة أفوكادو كبيرة على ضعف كمية الألياف الغذائية الموجودة في تفاحتين، والمعروف أن الألياف الغذائية مهمة جداً في ضبط مستويات السكر في الدم، وفي الوقاية من الإمساك ومن سرطان القولون.
أظهرت الأبحاث الحديثة أن الأفوكادو، مصدر مهم للمواد الكيميائية النباتية، التي تحمل اسم (بيتا سيتوستيرول) وهي تساعد على خفض مستويات الكوليسترول السيئ في الدم.
وقد نشرت مجلة دكتور العلمية في عددها الأخير نتيجة الدراسة الميدانية التي أجريت على مجموعتين من النساء وأثبتت الدراسة أن المجموعة التي اعتمدت في غذائها على ثمرة الأفوكادو انخفض مستوى الكوليسترول بنسة 8.2%، كذلك انخفض أيضا مستوى عنصر اللايبوبروتين الضار قليل الكثافة والذي يسبب انسداد الشرايين بنسبة 9.1%، بينما انخفض معدل الكوليسترول في المجموعة الثانية والتي لم تتناول الأفوكادو بنسبة 4.9% فقط بينما انخفض عنصر اللايبوبروتين بنسبة 2.6% فقط.
الزِبدِيَّة أو الأفوكادو غني جداً بمضادات الأكسدة (الجلوتاثيون) الذي يساعد من التخفيف من أعراض الشيخوخة المبكرة، وعلى مكافحة بعض أشكال السرطان، ومرض القلب، ويعود ذلك إلى كون مضادات الأكسدة قادرة على إبطال مفعول الجزيئات الحرة الضارة التي تهاجم الخلايا السليمة.
يحتوي الأفوكادو على كمية كبيرة من اللوتين، وهو واحد من (الكارروتينويدز) الذي يقي من الإصابة بسرطان البروستاتا، ومن إعتام عدسة العين، ومن تلف الخلايا البصرية، وبالتالي من العمى الذي يصيب المتقدمين في السن.
يعتبر الأفوكادو واحداً من المصادر المهمة لفيتامين E، ويكفي نصف ثمرة كبيرة، لتوفير كل ما يحتاج إليه الجسم في اليوم، من هذا الفيتامين للأكسدة.
الزِبدِيَّة أو الأفوكادو غني بفيتامينات أخرى خاصة الفيتامين B، وبالأملاح المعدنية الضرورية، مثل البوتاسيوم والمغنسيوم.
الزِبدِيَّة أو الأفوكادو سهل الهضم، ينشط الكبد، ويساعد على تصريف الفضلات من الأمعاء، ويقضي على الغازات.
يعتبر الأفوكادو غذاء شبه كامل، يساعد على ترميم الخلايا، وينصح بتناوله أثناء فترة النقاهة من الأمراض.
الزِبدِيَّة أو الأفوكادو يسهم في تهدئة الأعصاب، وفي التخلص من التوتر.
- فوائد الزِبدِيَّة أو الأفوكادو للشعر:

بسبب احتوائه على البروتينات والدهون غير المشبعة والفيتامينات والمعادن فهو مهم جداً لنمو الشعر وترطيبه وجعله أكثر ليونة.
- فوائد الزِبدِيَّة أو الأفوكادو للبشرة:

الأفوكادو من أغنى الأغذية بالعناصر الغذائية الهامة مثل فيتامين أ و (د) و (هـ )ويحتوي على البوتاسيوم وهي عناصر ضرورية لنمو الشعر.
- فوائد الزِبدِيَّة أو الأفوكادو لخفض مستوى الكولسترول:

أظهرت دراسة أن الأفوكادو قد ساهم في خفض مخاطر مستويات الكولسترول السيئء حوالي 17% عند تناوله يومياً. وأفاد تقرير للمجلة الأمريكية للطب أن مادة البيتاسيتوستيرول الطبيعية كانت لها القدرة على خفض مستويات الكولسترول في نحو 16 دراسة أجريت على الإنسان.
وفوائد الزِبدِيَّة أو الأفوكادو لا تنحصر في مجال تناوله كطعام، وذلك لأنه يتمتع بخصائص أخرى، تجعل منه علاجاً خارجياً أيضا.

### اّثارها على الإنسان (الحساسية)
الأفوكادو أو الزبدية تسبب الحساسية لبعض البشر (الناس) وفي بعض الحالات قد تهدد الحياة وقد تؤدي إلى الموت

## أخطارها على الحيوانات
هناك أدلة موثقة على أن الحيوانات مثل القطط والكلاب والأبقار والماعز والأرانب والطيور والجرذان والكابياء الخنزيرية والسمك وخاصة الخيل يمكن أن تكون شديدة الضرر أو حتى قاتلة عندما تستهلك أوراق شجرة الزِبدِيَّة أو الأفوكادو اللحاء والجلد.
و الزِبدِيَّة أو ثمرة الأفوكادو سامة على الطيور في بعض الحالات حتى على الصعيد العملي يجب تجنب إطعامها للطيور، وذلك لأن الأفوكادو تحتوي على أوراق سامة مشتقة من الأحماض الدهنية المعروفة باسم persin، التي إذا تواجدت بكميه كافية يمكن أن تسبب المغص وأحيانا الموت عند عدم توفر علاج بيطري، وتشمل الأعراض تلبك معوي والتقيؤ والإسهال وضيق الجهاز التنفسي، وتراكم السوائل حول أنسجة القلب وقد يؤدي أحياناً إلى الموت، الطيور تكون ذات حساسية خاصة لهذا المركب السام، آثاره السلبية على الإنسان تظهر فقط على الأشخاص الحساسين لهذه الثمرة.

## القيمة الغذائية للزِبدِيَّة أو الأفوكادو
يحتوي كل 100 غرام من الزِبدِيَّة أو الأفوكادو أي نصف ثمرة على 220 وحدة حرارية، 20 غرام من الدهون، 3 غرامات من الألياف الغذائية، 250 ملليغراماً من البوتاسيوم، 33 ملليغراماً من المغنيزيوم، 16 ملليغراماً من الكالسيوم، ملليغرام واحد من الحديد، 0.6 ملليغرام من الزنك، 11 ملليغرام من فيتامين (C)، 1.8 ملليغرام من فيتامين (E)، 0.70 ملليغرام من فيتامين (B1)، 0.16 ملليغراماً من فيتامين (B2)، ملليغرامان من فيتامين (B3)، 0.8 ملليغرام من فيتامين (B5)، 0.05 ملليغرام من فيتامين (B9

## استعمالاتها
يستعمل اللب اللحمي الأصفر المائل إلى الخضرة إما طازجاً للسلطة وفاتح للشهية، كما يستخدم كمعجون لترطيب وتغدية وعلاج الجلد.
كما يمكن تناول الزِبدِيَّة أو الأفوكادو على شكل شراب أو كوكتيل ولأنها عديمة الطعم يتم خلطها مع معظم الفواكه حيث توضع قطع الأفوكادو في الخلاط الكهربائي مع السكر، الحليب، الكريما والثلج.